# Cuauhtémoc Blanco
Cuauhtémoc Blanco Bravo, född 17 januari 1973 i Ciudad de México, också känd som Cuau eller Temo, är en mexikansk före detta fotbollsspelare, mittfältare.
Blanco är den enda mexikanska fotbollsspelaren som vunnit ett pris i en större internationell FIFA-turnering, då han vann Bola de Prata (Silverbollen) och Guldskon efter Fifa Confederations Cup år 1999. Han har blivit utsedd till Most Valuable Player i den mexikanska förstaligan fem gånger. Han är tillsammans med brasilianaren Ronaldinho den bäste målgöraren någonsin i Confederations Cup. Han är även Mexikos bäste målgörare i både VM- och Copa Libertadores-sammanhang, och den tredje bäste målgöraren någonsin i Mexikos landslag. Han är också den andra bäste målgöraren i den mexikanska toppklubben Club América, där han spelade mellan 1992 och 2007.
År 2000 lånades Blanco ut till Real Valladolid i Spanien där han spelade två år i La Liga och gjorde ett av sina mest kända mål på Santiago Bernabéu-stadion mot Real Madrid.